# 시너지이노베이션
시너지이노베이션(영어: Synergy Innovation)은 대한민국의 기업이다.

## 연혁
- 2021년 3월 : 알엔에이바이오(주) 설립 및 출자
- 2020년 6월 : 한국과학기술원(KAIST) 글로벌프론티어사업 (재)바이오합성연구단과 세포배양배지 국산화를 위한 공동연구업무협약 체결
- 2020년 6월 : COVID19 검체 채취 수송배지 개발
- 2019년 11월 : 뉴로바이오젠(주) 제1회 전환사채 취득
- 2019년 3월 : 본점 소재지 변경(경기도 성남시 중원구 선택시티 2차)
- 2019년 2월 : 비씨엘바이오제약㈜->노비스바이오㈜ 로 사명변경
- 2018년 5월 : 비씨엘바이오제약㈜ 경영권 취득
- 2017년 12월 : 간암 치료제 개발사 알지노믹스㈜ 투자
- 2017년 10월 : ㈜디에스케이 250억원 투자 및 바이오 부문 경영 실시
- 2017년 7월 : 코메드생명과학㈜ 합병
- 2017년 7월 : 사명 변경 (㈜시너지이노베이션)
- 2017년 7월 : 본점 소재지 변경 (경기도 성남시 중원구 상대원동 SKn테크노파크)
- 2017년 7월 : 구자형 대표이사 선임 및 ‘바이오 매니지먼트 플랫폼’으로의 도약 선언
- 2017년 4월 : 자회사 ㈜엠아이텍 – 쇄석기 제조사 ㈜젬스유로캠프와의 합병
- 2016년 9월 : 코메드생명과학㈜ 인수
- 2016년 9월 : 08월 ㈜엠아이텍 인수
- 2015년 10월 : 본점 소재지 변경 (경기도 성남시 분당구 이노밸리 E동)
- 2013년 4월 : 본점 소재지 변경 (경기도 성남시 분당구 유스페이스 1-B동)
- 2007년 6월 : 모범경영 중소기업 동탑산업훈장 포상
- 2005년 11월 : 무역의 날 1억불 수출 탑 수상
- 2004년 8월 : 코스닥 등록 및 매매 개시
- 2003년 7월 : ISO 9001:2000 인증
- 2000년 12월 : 병역특례업체 지정
- 2000년 2월 : 벤처기업 지정
- 1998년 4월 : ㈜코아로직 설립 (자본금 2억원)